# Camponotus sayi
Camponotus sayi é uma espécie de inseto do gênero Camponotus, pertencente à família Formicidae.